# Oreocharis wangwentsaii
Oreocharis wangwentsaii är en tvåhjärtbladig växtart som beskrevs av Mich. Möller och A. Weber. Oreocharis wangwentsaii ingår i släktet Oreocharis och familjen Gesneriaceae.

## Underarter
Arten delas in i följande underarter:
- O. w. emeiensis
- O. w. wangwentsaii